# 1799 у науці

## Відкриття
- Французький вчений Жозеф Пруст відкрив Закон сталості складу
- Англійський фізик і хімік Гемфрі Деві відкрив дурманючу дію закису азоту
- Французький астроном П'єр Франсуа Андре Мешен відкрив комети C/1799 P1 та C/1799 Y1
- Німецький вчений та мандрівник Александер фон Гумбольдт відкрив у венесуельському штаті Монтегас велику печеру, яка тепер носить назву Гуачаро

## Наукові праці
- «Перший нарис системи філософії природи» — праця німецького філософа-ідеаліста Фрідріха Вільгельма Шеллінга

## Події
- 15 липня французький лейтенант П'єр Франсуа Бушар знайшов в Єгипті, поблизу невеликого міста Розетта (нині Рашид), недалеко від Александрії, Розетський камінь, завдяки якому були розшифровані давньоєгипетські ієрогліфи
- Заснований «Annalen der Physik» («Аннали фізики», тобто літопис фізики) — німецький науковий журнал, присвячений проблемам фізики. Один з найстаріших наукових журналів.

## Наукові нагороди 1799 року

### Медаль Коплі
- Джон Геллінс — за покращений розв'язок задачі в галузі фізичної астрономії, надрукований у «Philosophical Transactions» за рік 1798 та інші математичні статті

## Організми, описані 1799 року

### Тварини
| - Cassida lineola - Chrysolina geminata - Donacia impressa - Hippopotamus major - Nephila edulis - Pseudolaticauda schistorhynchus | - Strix varia - Zeiraphera griseana - Бородавчаста змія індійська - Веснянка велика - Вогнівка інжирна - Вуж-рибалка водяний | - Гримучник діамантовий - Звичайна водяна змія - Качкодзьоб - Козеріг суматранський - Ластохвіст стрічковий | - Лептура червоноспинкова - Мамонт найвеличніший - Мастодонт американський - Морський крайт жовтогубий - Собакоголовий вуж звичайний |

### Рослини
| - Lotus parviflorus - Melilotus sulcatus - Orobanche amethystea - Багаторядник шипуватий - Безщитник жіночий - Бурачок муровий - Глід п'ятиматочковий | - Живокіст серцеподібний - Китник рівний - Лімодор недорозвинений - Перстач горбкуватий - Перстач темний - Подорожник почорнілий - Роговик скупчений | - Рокото - Тамарільйо (Solanum betaceum) - Хвощ галузистий - Цимбідіум алоелистий - Цимбідіум мечелистий - Juncus arcticus - Ephedra altissima | - Ephedra fragilis - Euphorbia virosa - Lotus parviflorus - Melilotus sulcatus - Orobanche amethystea - Stipa gigantea - Фісташка туполиста |

## Народились
- 10 січня — Петраке Поєнару, румунський учений-енциклопедист, винахідник і громадський діяч
- 12 січня — Присцилла Сьюзен Бері, британський ботанік та ілюстратор
- 26 січня — Бенуа Поль Еміль Клапейрон, французький фізик та інженер
- 8 лютого — Джон Ліндлі, англійський ботанік
- 18 лютого — Фердинанд Шур, німецький та австрійський ботанік, хімік, фармацевт
- 19 лютого — Фердинанд Райх, німецький фізик та хімік
- 16 березня — Анна Аткінс, англійська ботанік і фотограф
- 22 березня — Фрідрих Вільгельм Август Аргеландер, німецький астроном
- 28 березня — Карл Адольф фон Базедов, німецький фізик, лікар
- 29 березня — Огюст Шеврола, французький ентомолог
- 5 квітня — Жак Дені Шуазі, швейцарський протестантський священик, ботанік та міколог
- 22 квітня — Жан Марі Луї Пуазейль, французький медик і фізик
- 24 квітня — Бєлоусов Микола Григорович, професор Ніжинської гімназії вищих наук, дійсний статський радник
- 21 травня — Мері Еннінг, британська колекціонерка скам'янілостей та палеонтолог-любитель
- 18 червня — Вільям Ласселл, англійський астроном
- 25 червня — Девід Дуглас, шотландський біолог та ботанік
- 7 серпня — Карл Кебах, ботанік, садівник
- 11 серпня — Йоахім Барранд, французький палеонтолог та геолог
- 18 жовтня — Крістіан Фрідріх Шенбейн, німецько-швейцарський хімік, автор назви для науки геохімія
- 30 листопада — Юзеф Лукашевич, польський історик, бібліограф, дослідник історії народної освіти
- 21 грудня — Девід Дон, англійський ботанік
- 29 грудня — Жан Еммануель Моріс Ле Мау, французький ботанік

## Померли
- 7 січня  — Джеймс Болтон, англійський ботанік, міколог та орнітолог
- 9 січня — Аньєзі Марія Ґаетана, італійський математик
- 22 січня — Орас Бенедикт де Соссюр, швейцарський геолог, ботанік, винахідник і альпініст
- 11 лютого — Ладзаро Спалланцані, італійський природодослідник
- 18 лютого — Йоганн Гедвіґ, німецький ботанік, один з основоположників бріології
- 19 лютого — Жан-Шарль де Борда, французький математик та фізик
- 24 лютого — Георг Крістоф Ліхтенберг, німецький вчений, сатирик та англофіл. Як вчений, він став першим в Німеччині науковцем, який отримав звання професора виключно в галузі експериментальної фізики
- 5 квітня — Оноре Фрагонар, французький анатом та перший директор французької ветеринарної школи
- 29 квітня — Давід ван Роєн, нідерландський ботанік. Ректор Лейденського університету в 1763—1764 роках, директор Лейденського ботанічного саду
- 7 липня — Вільям Кертіс, британський (англійський) ботанік та ентомолог
- 6 серпня — Маркус Елієзер Блох, німецький лікар та природознавець, відомий іхтіолог XVIII століття
- 7 вересня — Ян Інгенхауз, нідерландський фізіолог, біолог і хімік
- 6 жовтня — Вільям Візерінг, британський (англійський) ботанік, міколог, геолог, хімік та лікар
- 6 грудня — Джозеф Блек, шотландський хімік
- Пастелій Іван — педагог, історик, літератор і громадський діяч Закарпаття
- Худорба Архип Михайлович — козацький старшина, історик
- Ієрофей (Малицький) — церковний діяч, вчений і проповідник. Митрополит Київський